# Gladiolus brachyphyllus
Gladiolus brachyphyllus là một loài thực vật có hoa trong họ Diên vĩ. Loài này được F.Bolus miêu tả khoa học đầu tiên năm 1917.